# Джарцанс, Альберт Петрович
Альберт Петрович Джарцанс (латыш. Alberts Džarcans; род. 17 января 1921, Даугавпилс) — латвийский и советский  велогонщик.

## Карьера
В 1946 году стал чемпионом СССР в шоссейной гонке на 200 км с общего старта, а также бронзовым призёром в гонке на 100 км с раздельного старта.
В 1948 году – чемпион СССР в гонке на 100 км с раздельного старта.
Бронзовый призёр чемпионата СССР 1949 года в парной гонке на 50 км. 
Чемпион СССР 1950 года в командной гонке на 100 км по шоссе вместе с П. Давидяном, Ю. Гамерштадтом, Казисом Паршайтисом, Н. Михайловым, В. Михайловым.
Участник нескольких чемпионатов мира. В 1950 году удостоен почётного звания заслуженного мастера спорта.